# 125.ª sessão do Comitê Olímpico Internacional

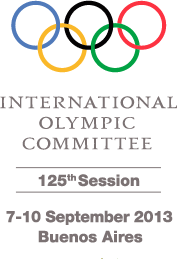
Cartaz de divulgação da sessão.

A 125ª Sessão do Comitê Olímpico Internacional ocorreu em Buenos Aires, na Argentina, entre 7 e 10 de setembro de 2013. Nesta seção foi eleita a cidade de Tóquio como sede dos Jogos Olímpicos de Verão de 2020, bem como ficou decidida a reinserção da luta como esporte olímpico. Além disso, o alemão Thomas Bach foi escolhido presidente do Comitê Olímpico Internacional por um mandato de oito anos.

## Eleição da cidade-sede
Os membros do COI elegeram a cidade-sede dos Jogos Olímpicos de 2020 em 7 de setembro de 2013. As candidatos foram Tóquio, Istambul e Madri. Antes da votação, o concurso era considerado disputado entre as três cidades.
| Cidades que apresentaram alguma candidatura. |             |               |            |
| Países candidatos                            | 1ª Rodada   | Desempate[st] | 2ª Rodada  |
| Tóquio                                       | 42 (44,68%) | –             | 60 (62,5%) |
| Istambul                                     | 26 (27,66%) | 49 (52,13%)   | 36 (37,5%) |
| Madri                                        | 26 (27,66%) | 45 (47,87%)   | Eliminada  |

O anúncio da vitória da capital japonesa foi recebido com celebração pela delegação de Tóquio. O então primeiro-ministro japonês Shinzō Abe fez um discurso logo após a eleição: "Gostaria de agradecer a todos do movimento olímpico e sediaremos uma Olimpíada maravilhosa". O medalhista olímpico e esgrimista Yuki Ota aludiu ao sismo e tsunami de Tohoku em 2011 em um comunicado a repórteres: "Depois do terremoto, todos no Japão ficaram deprimidos, mas agora temos que realizar um sonho".
O diálogo de Abe nos dias finais da eleição, incluindo sua garantia ao Comitê de que a radiação de Fukushima não afetaria Tóquio, foi extremamente relevante para a seleção. Destaca-se também o apoio da princesa Hisako Takamado e de Ahmed Al-Fahad Al-Ahmed Al-Sabah. A candidatura de Madri foi considerada prejudicada pela economia fraca da Espanha e a de Istambul foi considerada prejudicada pela instabilidade política interna e escândalos de doping, bem como pela manipulação de resultados em 2011.

## Eleição presidencial
Em 10 de setembro de 2013, Thomas Bach, da Alemanha, foi eleito para suceder Jacques Rogge como presidente do Comitê, vencendo em duas rodadas de votação outros cinco candidatos. Os resultados da votação foram os seguintes:
| Candidate       | 1ª etapa | Segundo turno | 2ª etapa |
| Thomas Bach     | 43       | —             | 49       |
| Richard Carrión | 23       | —             | 29       |
| Ng Ser Miang    | 6        | 56            | 6        |
| Denis Oswald    | 7        | —             | 5        |
| Sergey Bubka    | 8        | —             | 4        |
| Wu Ching-kuo    | 6        | 36            | —        |

## Eleição de novos membros
Nove atletas foram eleitos membros do Comitê Olímpico em 10 de setembro:
- Bernard Rajzman
- Dagmawit Girmay Berhane
- Paul Tergat
- Camiel Eurlings
- Mikee Cojuangco-Jaworski
- Octavian Morariu
- Alexander Zhukov
- Stefan Holm
- Larry Probst